# Thymus novograblenovii
Thymus novograblenovii — вид рослин родини глухокропивові (Lamiaceae), ендемік Камчатки.

## Поширення
Ендемік Камчатки (Росія).
Росте тільки в басейні річки Тигиль на щебенистих схилах і скелях. Можливо, є різновидом Thymus diversifolius Klokov